# Farrah Franklin
Farrah Franklin (Fresno, 3 de maio de 1981) é uma cantora, modelo, atriz e dançarina norte-americana, além de ter se tornado mundialmente conhecida por ter sido integrante do Destiny's Child.

## Carreira na música
Em 1999, Farrah foi contratada, para ser dançarina do grupo, como ela pode ser vista em "Bills, Bills, Bills", então ela começa a se "familiarizar" com Kelly e Beyoncé.
Nessa mesma época, o pai de Beyoncé, Mathew Knowles, convida Farrah e Michelle para substituir Letoya e Latavia nos vocais do Destiny's Child. As duas foram introduzidas no grupo em fevereiro de 2000 para o clip Say My Name, ela também pode ser vista em Jumpin', Jumpin' e Independent Women (Part I)[que foi removida no lançamento do álbum mas é perceptível sua voz no cd single).
Cinco meses após do ingresso de Farrah, ela foi demitida do grupo, pouco tempo depois, Beyoncé declarou em entrevista que Farrah tinha perdido 3 grandes datas e mostrou completo desinteresse em continuar no grupo, não deixando outra opção, a não ser, demiti-la.
Após sua saída do grupo, Farrah Franklin trabalhou em seu primeiro álbum de estúdio que ainda não foi lançado mas há várias faixas que já circularam pela internet, como: "Hurry Please", "Extraordinary Love", "Candy Girl" e mais recentemente "Magic and Makeup", que ganhou um videoclipe oficial no canal da cantora na internet. Ela também pode ser vista nos vídeo clips dos cantores Mr. Cheeks e R. L. Huggar. Farrah Franklin também possui uma carreira como atriz, atuando nos filmes "Trippin'" e "Single Black Female".
Depois de deixar o Destiny's Child, Franklin começou uma carreira solo. Ela assinou contrato com a Fo-reel Entertainment em 2002, onde gravou uma música intitulada "Get at Me" com Method Man. Ela então foi assinada e solta da etiqueta de rua Fabolous.

## Discografia

### Singles

#### Como artista principal
| Título             | Ano  | Posições | Posições  | Posições | Certificações | Álbum |
| Título             | Ano  | US       | US R&B/HH | US R&B   | Certificações | Álbum |
| ------------------ | ---- | -------- | --------- | -------- | ------------- | ----- |
| "Magic and Makeup" | 2015 | —        | —         | —        | —             |       |